# فردریک آنانو
فردریک آنانو (انگلیسی: Frederic Ananou؛ زادهٔ ۲۰ سپتامبر ۱۹۹۷) بازیکن فوتبال اهل آلمان است.
از باشگاه‌هایی که در آن بازی کرده‌است می‌توان به باشگاه فوتبال رودا جی‌سی کرکراد اشاره کرد.
وی همچنین در تیم‌های ملی فوتبال جوانان آلمان، زیر ۲۰ سال آلمان، و توگو بازی کرده‌است.